# Jerimoth Hill
Jerimoth Hill est un sommet situé dans la ville de Foster, dans le comté de Providence, au Rhode Island, aux États-Unis.
Avec seulement 247 mètres d'altitude, c'est pourtant le point culminant de l'État.

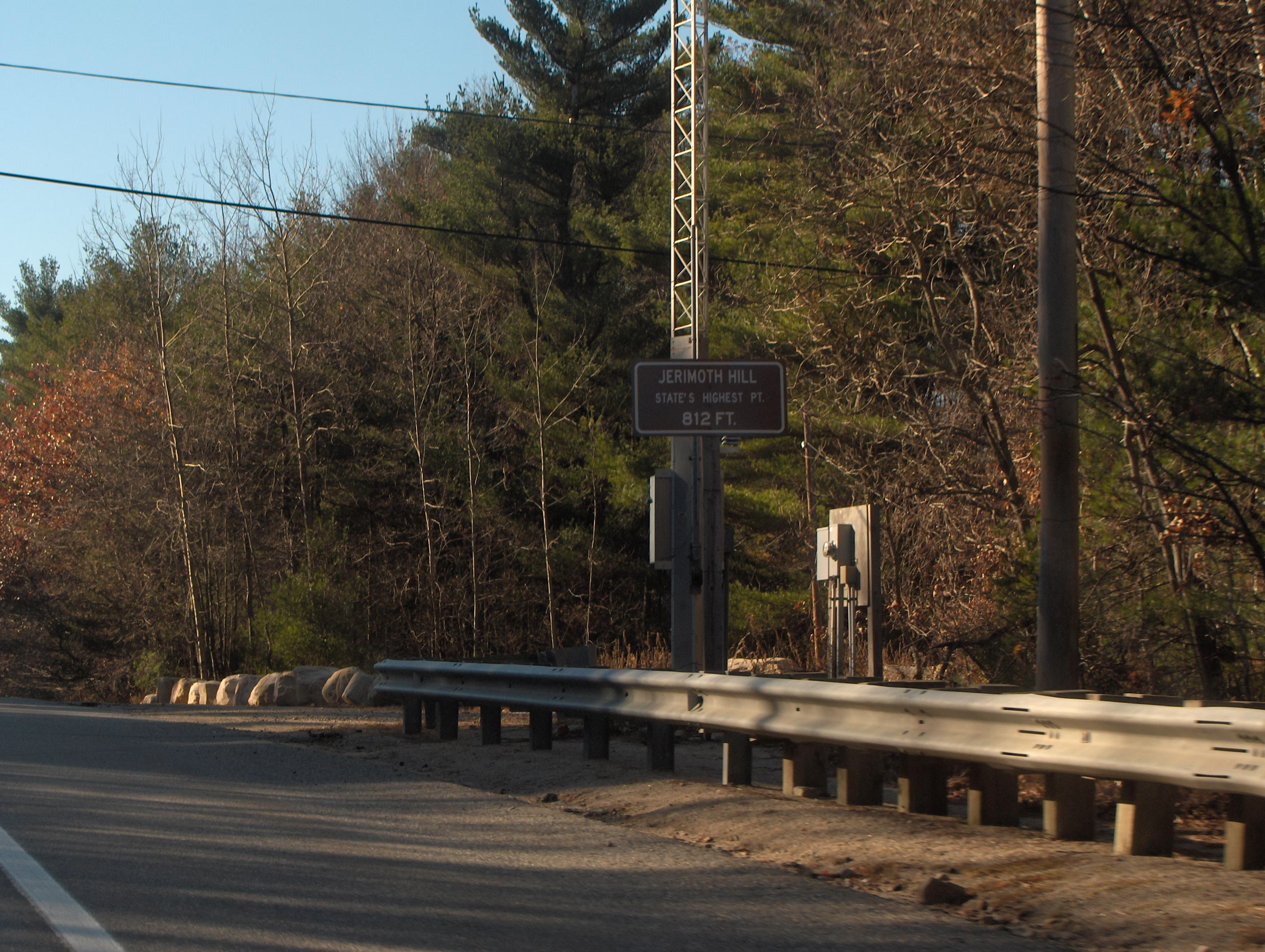
Panneau routier indiquant la proximité de Jerimoth Hill.